# Polycentropus floridensis
Polycentropus floridensis là một loài Trichoptera trong họ Polycentropodidae. Chúng phân bố ở miền Tân bắc.